# Grofija Zutphen

Grofija Zutphen   je obsegala severno polovico starejše grofije Hamaland in je dobila ime po glavnem mestu, poznejšem hanzeatskem mestu Zutphen. Od leta 1127 je bila z grofijo Gelders v  personalni uniji. Skupaj z Geldersom je bila ena od Sedemnajst provinc v  Burgundskem cesarskem okraju. S prihodom Francozov so bile leta 1795 vse fevdalne pravice uradno odpravljene. Območje je bilo leta 1814 v celoti vključeno v novoustanovljeno provinco Gelderland.

## Zgodovina
Grofiji Hamaland je do leta 1017-18 vladal grof Diderik Kleveški in Hamalandski, sin grofice Adele Hamalandske. Ko je Diderik umrl brez sina, ga je nasledil njegov zet Godfrid I. Spodnje Lotarinški, vojvoda Spodnje Lotaringije (1012-1023) iz Verdunske dinastije. Godfrid I. je leta 1023 umrl brez otrok, nasledil ga je njegovi mlajši brat Gozelo I. (1023-1044). V drugi četrtini 11. stoletja je Hamaland razpadel na dva dela, z ločnico približno na liniji Steenderen-Leuvenheim-Eerbeek. Jug je prišel v roke grofa Vernerja/Vecela, na severu je dinastija Verdunskih ob neznanem času postavila svojega sorodnika Gotšalka, za zastavnega fevdnega grofa. Ko je severni Hamaland leta 1046 prešel pod škofijo Utrecht, je fevdni grof ostal na mestu, s tem da je postal fevdni grof škofije Utrecht.
Pod Gelderlandsko vladavino se je grofija razširila proti jugovzhodu: leta 1236 je bilo pridobljeno območje Groenlo, leta 1242 pa Zelhem in Hengelo, leta 1326 še gospostvo Bredevoort, v 15. stoletju pa še Wisch, in končno območja Borculo in Lichtenvoorde leta 1616. Emmerik in Zevenaar sta leta 1402 padla pod Kleve, Anholtu je sčasoma uspelo pridobiti neposredno državni fevdalni status. Grofija Zutphen je bila četrta četrt Geldersa in je bila po Francosko obdobje na Nizozemskem  v celoti vključena v novoustanovljeno provinco Gelderland. Območje je vseskozi uspelo ohranjati lastno identiteto. Ime grofije se še vedno nanaša na regijo, ki približno ustreza grofiji Zutphen, severnemu Hamalandu; kasneje pridobljeno območje se običajno imenuje Gerldeski Achterhoek (zadnji kot).

### Severni Hamaland
Grofijo v severnem delu Hamalanda je avgusta 1046 kralj in cesar Henrik III. podaril škofu Utrechta, potem ko je bil prejšnji neposredni grof, Godfrid Bradati iz grofovskega rodu Verdunskih, odstavljen zaradi upora. Godfrid Bradati se je uprl, ko mu je kralj Henrik III. po smrti očeta Gozela I. odvzel njegovo vojvodino Spodnjo Lotaringijo (Spodnjo Loreno). Kralj se je verjetno bal, da bo Godfrid Bradati, predvidoma leta 1037 prevzel vojvodino  Gornjo Lotaringijo po svojem očetu, in bi z drugim vojvodstvom postal zelo močan vladar. Godfrid Bradati je sčasoma zarai svojega upora izgubil vse svoje urade in pozicije, grofovske ali vojvodske. Leta 1046 je na primer utrechtski škof lahko izkoristil neposrednost cesarskega grofa. Dejanska uprafa pa je ostala v rokah fevdalnega grofa Godschalka.
Listina iz leta 1046 kaže, da je Verdunska rodbina v severnem Hamalandu namestila fevdalnega grofa, nekoga, ki ga je neposredni grof prevzel pri upravljanju funkcije grofa. To se je zgodilo  po božiču 1025. Vojvoda Gozelo I. je nasprotoval nasledstvu cesarja Henrika II. s strani Konrada II. od septembra 1024 do božiča 1025, vendar se je s Konradom spravil na božič leta 1025. Med tem je imel Konrad že leta 1025 favorita Vernerja, bogatega z posestjo v Južnem Hamalandu in v Veluweju, ki je bila odvzeta Adeli Hamalandski, zaradi njene vpletenosti v umor   Wichmana Vredenskega v oktobru 1016. V listini, ki ni jasno datirana iz obdobja 1046-1056, se zdi, da grof Wecelo deluje v južnem Hamalandu. Wecelo je dobro znana oblika imena Wernerja. Zato je verjetno, da se je moral Gozelo I. leta 1025, ko je za svoj denar zbral vojsko, ki bo pomagala Wernerju v njegovem južnem Hamalandu.  Tako smo ostali s severnim Hamalandom, kjer se je med letoma 1025 in 1046 na gospostvu pojavil fevdalni grof, verjetno prednik rodbine Zutphenskih, Gotšalk (umrl leta 1063), ki je bil v sorodu z rodbino Verdunskih.

### Oton II. Zutphenski
Najbolj znan grof Zutphenski je Gotšalkov sin Oton II. Zutphenski z vzdevkom Bogati (1063-1113). Njegova hči Ermengard se je poročila z Gerhardom II. Wassenberško-Gelderskim. Njun sin Gerhard III. je umrl leta 1129 pred svojim očetom Gerhardom II., grofom Gelderskim. Gerard III. je zapustil sina Henrika I., ki je tako podedoval grofiji Gelders in Zutphen. Ko je bila grofija Gelders leta 1339 povzdignjena v vojvodino, je lastnik nosil dva naziva: vojvoda Gelderski in grof Zutphenski. Upravno sta se obe območji tako prepletli, da sta se kot suverena država pridružili  Republika sedmih združenih provinc Nizozemske.

### Grofija Zutphen
Ker  Gotšalka ni zanimal upor njegovega fevdalnega gospoda Godfrida Bradatega, je po njegovi odstranitvi ostal na svojem mestu. Običajno bi takoj postal grof, a ker je cesar Henrik III. leta 1046 podaril grofovski urad v severnem Hamalandu Utrechtu, se to ni zgodilo. Gotšalk je torej ostal fevdni grof, in sicer utrechtskega škofa. Utrechtski škof je takrat že imel močan položaj v Deventerju in okolici. V isti listini iz leta 1046 je škof še povečal svojo oblast. Velikost novonastale grofije Zutphen (severni Hamaland) je bila leta 1046 nenavadno natančno opisana. Meja je potekala od Randeja severno od Deventerja preko Hunne in Weggestapelen do  Westerflier pod Diepenheim, od tam preko Hazelberga (pod Zwiepom) do Steenderena, preko Leuvenheima do Eerbeeka in nato naprej preko  Zuid-Empe in Terwoldeja spet do Randeja.

### Grofija Lohn
Leta 1345 se je grofija razširila v razmeroma kratkem času. Oton II. Gelderski je že leta 1236 kupil  Groenlo in pripadajoče pravice od Henrik II. iz Borculo. Grofija Zutphen se je skoraj podvojilo z dodanimi posestmi grofije Lohn. Leta 1246 je  Herman Loon prenesel posvetno oblast nad župnijami Eibergen, Neede in Geesteren na Gelders. Izkazalo pa se je, da ta prenos ni pravno veljaven, ker je Herman deloval kot skrbnik takrat mladoletnega Henrik III. iz Borculo. Zaradi tega je Groenlo postal eksklava na območju posesti Münstra. Leta 1242 je Herman II. iz Loona območje Bredevoort (z Aalten, Dinxperlo in Winterswijk-om), Hengelo in Zelhem prenesel na Gelders in se zavezal za Varsseveld in Silvolde. Ko je grof Lohn umrl, sta ti zadnji dve območji izločili izpod oblasti Gelderskih, in sta padli v fevd gospodom Wisch. Ti so z Gelderskimi vzpostavili posojilno razmerje šele v 15. stoletju. Zaradi Bredevoort je prišlo do štiriletne vojne  (1322-1326) s prelivanjem krvi, ki pa se je končala v korist Gelderskih. S tem so bile leta 1326 k grofiji Zutphen dodani še žunije Dinxperlo in Winterswijk.

### Gospoščina Borculo
Do leta 1615 je bila gospoščina Borculo del knezoškofije Münster. V nasledstvenem sporu je sodišče v Geldernu odločilo v korist grofa Joost van Limburg Stirum in  Bronckhorsta, s čimer je to območje postalo del grofije Zutphen. Potem ko so 10. januarja 1616 Lichtenvoorde zavzeli Stanovi, je polkovnik Diderik van Dorth februarja odkorakal s trinajsstimi četami vojakov in devetimi četami konjenikov v Borculo. Tam so vojake takoj spustili v mesto in skupaj oblegali grad, ki je bil s pogodbo predan 25. januarja 1616. Münsterski škofje niso nikoli priznali tega prevzema. Škof Bernard von Galen je območje zavzel dvakrat. Van Galen in njegovi nasledniki so še naprej uporabljali naslov Herr zu Borkulo vse do 19. stoletja.

### Gelders
Po boju za oblast nad dediščino Zutphena med letoma 1120 in 1138 je grofija padla v roke Otona I. Gelderskega in Zutphenskega. Od tega leta naprej je nastala personalna unija med grofijama Gelders in Zutphen in tudi personalna unija, v kateri sta obe grofiji ohranili svojo neodvisnost. To je bilo opazno leta 1339, ko je bil Gelders povzdignjen v vojvodino, Zutphen pa je ostal grofija. Zutphenova neodvisnost se je spremenila leta 1543, potem ko je  Karel V. osvojil Geldern. Pogodba iz Venloja, v kateri so bile določene pravice in dolžnosti Karla V. kot novega vojvode  in njegovih podložnikov, je končala Gelderske vojne in vojvoda Viljem V. iz Kleve je moral opustiti svoje zahteve do Geldersa in Zutphena. Gelders in Zutphen sta pripadla Habsburški Nizozemski. Vojvode  Burgundski cesarski okraji so bili od takrat edini vladarji in grofija je bila povezana z vojvodino Gelders v personalni uniji. Skupaj z vojvodino Gelders je grofija postala ena od Sedemnajst provinc. V četrti Zutphen je vojvodo zamenjeval štatholder ali njegov namestnik, vendar so se stare upravne strukture ohranile. Leta 1544 je bilo v ta namen ustanovljeno Sodišče za Gelders in Zutphen. Ime je bilo ohranjeno, kar je postalo očitno leta 1675 s simboličnim prenosom vojvodine Gelders in grofije Zutphen na štatholderja Viljema III.. V praksi se je grofija običajno imenovala Četrt Zutphen.

### Batavska republika
Tudi med okupacijo francoskih čet v letih 1794-1795 so se stare upravne ustanove sprva ohranile. Leta 1798 je  Državni zbor Batavske republike dokončno odpravil deželno suverenost. Tega leta je bil Gelderski parlament razpuščen in preoblikovan v Začasno posredniško administrativno upravo, zaradi česar so  Stanovi Četrti in Četrt Zutphen prenehali obstajati. Do leta 1805 je svoje naloge opravljal le deželni izvršni organ pod drugimi imeni.

## Mesta v grofiji Zutphen
Poleg glavnega mesta Zutphen so mestne pravice prejeli naslednji kraji grofiji (v oklepaju leto pridobitve mestnih pravic):
- Bredevoort (1388)
- Bronkhorst (1482)
- Doetinchem (1236)
- Doesburg (1237)
- ’s-Heerenberg (1379)
- Keppel (1404, danes del Bronkhorsta)
- Lochem (1233)
- Terborg (1419)
- Zevenaar (1487)

## Gradovi v grofiji Zutphen
Do danes so se ohranili naslednji gradovi:
- Bergh
- Hackfort
- Keppel
- Ruurlo v Berkellandu
- Schuilenburg
- Ulft
- grad 't Velde
- Verwolde
- Wisch
- Slangenburg

Drugi že propadli gradovi:
- Baer
- Bevervoorde
- Bredevoort
- Bronckhorst
- Dedingsweerde
- Didam
- Stari-Wisch
- Sevenaer
- Silvolde
- Sinderen
- Swanenburg
- Upladen
- Welmaring